# Ought
Ought est un groupe de post-punk canadien, originaire de Montréal, formé en 2011. Le groupe publie trois albums — More than Any Other Day (2014), Sun Coming Down (2015), Room Inside the World (2018) — avant de se séparer en 2021. 

## Biographie
Le quatuor montréalais Ought est formé en 2011 par le chanteur et guitariste Tim Darcy, le bassiste Ben Stidworthy, le claviériste Matt May et le batteur et violoniste Tim Keen. Les membres du groupe vivent à l'époque ensemble, dans un appartement emménagé en espace de répétition. Ils enregistrent leur premier EP, New Calm, en 2012. Ils jouent fréquemment à Montréal, attirant finalement l'attention du label indépendant Constellation, qui publie leur premier album, More than Any Other Day, au printemps 2014,. Un EP de quatre titres, Once More with Feeling, sort en octobre de la même année,.
Le deuxième album du groupe, Sun Coming Down, est publié en septembre 2015,.
Tim Darcy sort un album solo début 2017, Saturday Night.
En février 2018, leur troisième album Room Inside the World est publié sur le label Merge.
En novembre 2021, le groupe annonce sa séparation. Tim Darcy et Ben Stidworthy forment ensuite un nouveau groupe appelé Cola, avec le batteur des U.S. Girls Evan Cartwright,.

## Formation
- Tim Beeler Darcy – chant, guitare
- Ben Stidworthy – basse
- Matt May - clavier
- Tim Keen – batterie, violon

## Discographie

### Albums
- 2014 : More than Any Other Day (Constellation)
- 2015 : Sun Coming Down (Constellation)
- 2018 : Room Inside the World (Merge)

### EP
- 2012 : New Calm EP (autoproduction)
- 2014 : Once More With Feeling... (Constellation)